# Erustes
Erustes – gmina w Hiszpanii, w prowincji Toledo, w Kastylii-La Mancha, o powierzchni 9,52 km². W 2011 roku gmina liczyła 245 mieszkańców.